# ベネトクラクス
ベネトクラクス(英語: Venetoclax)は、慢性リンパ性白血病、小リンパ球性リンパ腫、および急性骨髄性白血病に対する治療薬である。商品名はベネクレクスタ(VENCLEXTA)。

## 作用機序
ベネトクラクスはBCL2タンパク質に結合するBH3に類似した構造であり、BCL2に直接かつ選択的に結合する。これによりアポトーシス(プログラム細胞死)促進タンパク質であるBAX/BAKやBIMなどがBCL2より乖離し機能することによって、腫瘍細胞のアポトーシスを誘導し抗腫瘍効果を示す。

## 薬物動態
ベネトクラクスは肝臓のCYP3Aで代謝される。このため強いCYP3A阻害作用を要する薬剤(リトナビル、クラリスロマイシン、イトラコナゾール、ボリコナゾール、ポサコナゾール、コビシスタット)は用量漸増期には併用禁忌、維持投与期には併用注意の注意喚起がなされている。またP糖タンパク質も阻害するため、併用注意にはCYP3A阻害が中程度の薬剤(ジルチアゼム、カルバマゼピンなど)やP糖タンパク質阻害作用のある薬剤(シクロスポリン、タクロリムスなど)も含まれる。維持投与期には併用注意であるのに用量漸増期には併用禁忌になっているのは、ベネトクラクスの急速な血中濃度増加が腫瘍崩壊症候群を引き起こす可能性が危惧されたためである。

## 効能・効果
- 慢性リンパ性白血病・小リンパ球性リンパ腫
- 急性骨髄性白血病

## 用法・用量
いずれの場合も有害事象が発生した場合には減量、休止もしくは中止する。小児を対象とした臨床試験は行われていないため、小児における使用は確立していない。血液脳関門透過性、血液胎盤関門透過性、母乳移行性、髄液移行性、透析除去率はいずれも該当資料はない。

### 慢性リンパ性白血病・小リンパ球性リンパ腫
成人には初回に20mgを投与し、1週間ごとに50mg、100mg、200mg、400mgと漸増し、以後400mg内服を継続する。投与は1日1回、食後に内服する。

### 急性骨髄性白血病

#### アザシチジンと併用の場合
アザシチジンと併用する場合には成人には初回に20mgを投与し、1週間ごとに100mg、200mg、400mgと漸増し、以後400mg内服を継続する。投与は1日1回、食後に内服する。

#### 少量シタラビンと併用の場合
少量シタラビンと併用する場合成人には初回に20mgを投与し、1週間ごとに100mg、200mg、400mg、600mgと漸増し、以後400mg内服を継続する。投与は1日1回、食後に内服する。

## 副作用
ベネトクラクスの一般的な副作用は好中球減少、嘔気、下痢、上気道感染、倦怠感、血小板減少である。腫瘍量が多い場合は腫瘍崩壊症候群が問題となる。動物実験では精巣の精原細胞への毒性が確認されている。